# 李寧 (永樂進士)
李寧，廣東南海縣人，明朝政治人物、進士出身。

## 生平
永樂二年（1404年），登進士，官至贵州右参议。